# Doyet
Doyet település Franciaországban, Allier megyében. Lakosainak száma 1129 fő (2022. január 1.). Doyet Bézenet, Chamblet, Deneuille-les-Mines, Malicorne, Montvicq, Saint-Angel és Villefranche-d’Allier községekkel határos.

## Népesség
A település népességének változása:
| Lakosok száma | 1404 | 1191 | 1203 | 1221 | 1224 | 1203 | 1183 | 1169 | 1167 | 1129 |
|               | 1968 | 1982 | 1990 | 2006 | 2013 | 2015 | 2017 | 2019 | 2020 | 2022 |